# Панківка
Панкі́вка — село Шахівської сільської громаді Покровського району Донецької області, в Україні.

## Історія

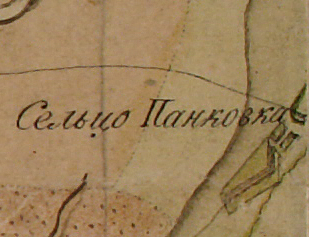
Панківка на карті, складеній у 1790-х роках.

Перші поселення на території села виникла під час існування Кальміуської паланки.
У 1780 році село Панківка належало майору Антону Лаврентієвичу Мерцалову.
У XIX сторіччі Панківка належала Івану Антоновичу Мерцалову — одному з основоположників української зоотехнічної науки, автору «Записок про розведення іспанських овець — пана Бахмутського повіту Мерцалова…» і «Записок про сортування іспанських овець і про якості вироблених ними вовни».
Після смерті брата Івана село успадкувала Ганна Антонівна Бантиш. За даними 1860 року, їй належали 64 кріпаки і 42 дворових селянина, 156 десятин орної землі, 23 десятин землі під сінокіс (загалом 1 871 десятина землі).
У 1868 році «сільце ... вдови гвардії поручика Ганни Антонівни Бантиш і тимчасово зобов'язаних селян» Паньківка (Мерцалова) на річці Казенний Торець являло собою 19 дворів, де проживали 101 чоловік і 83 жінки. Пані Г.А.Бантиш належали 1 837 десятин землі.

### Період незалежності
27 липня 2015 року село увійшло до складу новоствореної Шахівської сільської громади.

## Пам'ятки
- Панківські кургани

## Відомі люди
- Мерцалов Іван Антонович — дворянин, засновник вітчизняної зоотехнії.
- Бантиш Ганна Антонівна — дворянка.
- Прощаєв Григорій Мойсейович — Герой Радянського Союзу.

## Населення.
- 1908 - 527[джерело?]